# オーストラリアナガクビガメ
オーストラリアナガクビガメ（Chelodina longicollis）は、爬虫綱カメ目ヘビクビガメ科ナガクビガメ属に分類されるカメ。 ナガクビガメ属の模式種。

## 分布
オーストラリア（クイーンズランド州東部、ニューサウスウェールズ州、ビクトリア州、南オーストラリア州南東部）

## 形態
最大甲長23センチメートル。背甲の色彩は黒や黒褐色。腹甲は大型で幅広い。腹甲の色彩は黄色や淡黄色で、甲板の継ぎ目に沿って黒い斑紋が入る。
頭部は小型。種小名longicollisは「長い首」の意だが、ナガクビガメ属内（オオナガクビガメ属も含めて）では頸部の長さは甲長の60-65%と平均的。
幼体は腹甲の色彩が黒く、甲板ごとに橙、淡黄色の斑紋が入る。

## 生態
流れの緩やかな河川や湖沼に生息する。採食場所や交尾相手を求めて陸づたいに水場を移動することもある。外敵に襲われると臭腺から匂いを出す防御行動を取る。
繁殖形態は卵生。4-5月と10-11月に交尾を行う。9-12月に1回に6-24個の卵を年に2-3回に分けて産む。卵は110-168日で孵化する。

## 人間との関係
ペットとして飼育されることもあり、日本にも輸入されている。オーストラリアからの野生動物の輸出は禁止されているため、飼育下繁殖個体の幼体が少数流通する。